# Pararge trinoculata
Pararge trinoculata är en fjärilsart som beskrevs av Wheeler 1903. Pararge trinoculata ingår i släktet Pararge och familjen praktfjärilar. Inga underarter finns listade i Catalogue of Life.